# Saison 3 de Bienvenue chez les Huang
Chronologie
Saison 2 Saison 4
Cet article présente le guide des épisodes de la troisième saison de la série télévisée américaine Bienvenue chez les Huang (Fresh Off the Boat).

## Généralités
- Aux États-Unis, la saison a été diffusée du 11 octobre 2016 au 16 mai 2017 sur le réseau ABC.

## Distribution

### Acteurs principaux
- Randall Park (VF : Thierry Kazazian) : Louis Huang
- Constance Wu (VF : Véronique Desmadryl) : Jessica Huang
- Hudson Yang (en) (VF : Roman Chouillet) : Eddie Huang
- Forrest Wheeler (VF : Soren Chouillet) : Emery Huang
- Ian Chen (VF : Maryne Bertieaux) : Evan Huang
- Lucille Soong : Grand-mère Huang
- Chelsey Crisp (VF : Pamela Ravassard) : Honey Ellis
- Ray Wise (VF : Marc Bretonnière) :  Marvin Ellis

### Acteurs récurrents
- Evan Hannemann (VF : Kylian Trouillard) : Dave
- Trevor Larcom (VF : Killian Millet) : Trent
- Dash Williams (VF : Mathys Varaillon) : Brian
- Prophet Bolden (VF : Théo Levasseur) : Walter
- Rachel Cannon (VF : Murielle Naigeon) : Deirdre
- Stacey Scowley (VF : Christèle Billault) : Carol-Joan
- Paul Scheer (en) (VF : Fabien Jacquelin) : Mitch
- Jillian Armenante (VF : Ivana Coppola) : Nancy
- David Goldman (VF : Christophe Desmottes) : Principal Hunter
- Isabella Alexander (VF : Claire Baradat) : Alison, petite-amie d'Eddie
- Alex Quijano (VF : Jean-Philippe Pertuit) : Officier Bryson
- Noel Gugliemi (VF : Gilles Morvan) : Hector
- Matt Besser (VF : Guillaume Bourboulon) : Richard
- Luke Judy (VF : Alban Thuilier) : Zack
- Colleen Ryan : Amanda
- Luna Blaise (VF : Kaycie Chase) : Nicole, la fille de Marvin
- Nick Gore : Ned
- Marlowe Peyton (VF : Coralie Thuilier) : Reba
- Kimberly Crandall (VF : Sybille Tureau) : Lisa
- Zabeth Russell : Jamie
- Brooke Baumer (VF : Julie Carli) : Mme Uveda
- Cory Blevins (VF : Guillaume Bourboulon) : le père d'Alison

### Invités
- Susan Park (VF : Geneviève Doang) : Connie Chen, sœur de Jessica
- Michael Bolton : lui-même
- Stan Lee : lui-même (épisode 21)

## Épisodes

### Épisode 1:Entre deux mondes
- États-Unis : 11 octobre 2016 sur ABC[1]
- France : 22 décembre 2017 sur 6ter

- États-Unis : 5,03 millions de téléspectateurs[2] (première diffusion)

### Épisode 2:Heureuse en ménage
- États-Unis : 18 octobre 2016 sur ABC
- France : 22 décembre 2017 sur 6ter

- États-Unis : 4,05 millions de téléspectateurs[3] (première diffusion)

### Épisode 3:Pete Vampras et Jessichat
- États-Unis : 25 octobre 2016 sur ABC
- France : 22 décembre 2017 sur 6ter

- États-Unis : 3,98 millions de téléspectateurs[4] (première diffusion)

### Épisode 4:Aux urnes, citoyens!
- États-Unis : 1er novembre 2016 sur ABC
- France : 25 décembre 2017 sur 6ter

- États-Unis : 3,51 millions de téléspectateurs[5] (première diffusion)

### Épisode 5:De père en fils
- États-Unis : 15 novembre 2016 sur ABC
- France : 25 décembre 2017 sur 6ter

- États-Unis : 4,28 millions de téléspectateurs[6] (première diffusion)

### Épisode 6:Un sourire de Star
- États-Unis : 29 novembre 2016 sur ABC
- France : 25 décembre 2017 sur 6ter

- États-Unis : 4,20 millions de téléspectateurs[7](première diffusion)

### Épisode 7:Roméo + Juliette
- États-Unis : 6 décembre 2016 sur ABC
- France : 25 décembre 2017 sur 6ter

- États-Unis : 3,88 millions de téléspectateurs[8](première diffusion)

### Épisode 8:Les Fantômes de Noël
- États-Unis : 13 décembre 2016 sur ABC
- France : 26 décembre 2017 sur 6ter

- États-Unis : 3,86 millions de téléspectateurs[9](première diffusion)

### Épisode 9:L'Amour au premier regard
- États-Unis : 3 janvier 2017 sur ABC
- France : 26 décembre 2017 sur 6ter

- États-Unis : 4,37 millions de téléspectateurs[10] (première diffusion)

### Épisode 10:Un moment de solitude
- États-Unis : 17 janvier 2017 sur ABC
- France : 26 décembre 2017 sur 6ter

- États-Unis : 3,91 millions de téléspectateurs[11] (première diffusion)

### Épisode 11:Table rase
- États-Unis : 18 janvier 2017 sur ABC
- France : 26 décembre 2017 sur 6ter

- États-Unis : 5,50 millions de téléspectateurs[12] (première diffusion)

### Épisode 12:Quand on ne peut pas voir sa sœur en peinture
- États-Unis : 7 février 2017 sur ABC
- France : 27 décembre 2017 sur 6ter

- États-Unis : 3,82 millions de téléspectateurs[13] (première diffusion)

### Épisode 13:Premier baiser
- États-Unis : 14 février 2017 sur ABC
- France : 27 décembre 2017 sur 6ter

- États-Unis : 3,66 millions de téléspectateurs[14] (première diffusion)

### Épisode 14:Mieux vaut prendre des gants
- États-Unis : 21 février 2017 sur ABC
- France : 27 décembre 2017 sur 6ter

- États-Unis : 3,85 millions de téléspectateurs[15] (première diffusion)

### Épisode 15:Silence, on tourne!
- États-Unis : 28 février 2017 sur ABC
- France : 27 décembre 2017 sur 6ter

- États-Unis : 4,13 millions de téléspectateurs[16] (première diffusion)

### Épisode 16:L'Esprit de compétition
- États-Unis : 7 mars 2017 sur ABC
- France : 28 décembre 2017 sur 6ter

- États-Unis : 3,69 millions de téléspectateurs[17] (première diffusion)

### Épisode 17:Un week-end entre hommes
- États-Unis : 14 mars 2017 sur ABC
- France : 28 décembre 2017 sur 6ter

- États-Unis : 3,37 millions de téléspectateurs[18] (première diffusion)

### Épisode 18:Liberté chérie
- États-Unis : 4 avril 2017 sur ABC
- France : 28 décembre 2017 sur 6ter

- États-Unis : 3,82 millions de téléspectateurs[19] (première diffusion)

### Épisode 19:Souvenirs, souvenirs
- États-Unis : 11 avril 2017 sur ABC
- France : 28 décembre 2017 sur 6ter

- États-Unis : 3,71 millions de téléspectateurs[20] (première diffusion)

### Épisode 20:Le Dépassement de soi
- États-Unis : 18 avril 2017 sur ABC
- France : 29 décembre 2017 sur 6ter

- États-Unis : 3,72 millions de téléspectateurs[21] (première diffusion)

### Épisode 21:Tout le monde mérite une seconde chance
- États-Unis : 2 mai 2017 sur ABC
- France : 29 décembre 2017 sur 6ter

- États-Unis : 3,33 millions de téléspectateurs[22] (première diffusion)

### Épisode 22:Projets de vie (1/2)
- États-Unis : 9 mai 2017 sur ABC
- France : 29 décembre 2017 sur 6ter

- États-Unis : 3,43 millions de téléspectateurs[23] (première diffusion)

### Épisode 23:Projets de vie (2/2)
- États-Unis : 16 mai 2017 sur ABC
- France : 29 décembre 2017 sur 6ter

- États-Unis : 3,55 millions de téléspectateurs[24] (première diffusion)